# Джордж Френсіс Фіцджеральд
Джордж Фре́нсіс Фі́цджеральд (англ. George Francis Fitzgerald; 3 серпня 1851 — 22 лютого 1901) — ірландський фізик.

## Біографія
Джордж Френсіс Фіцджеральд народився в Дубліні у сім'ї Вільяма Фіцджеральда, єпископа протестантської Церкви Ірландії та Енн Френсіс Стоні, сестри відомого фізика і математика Джорджа Стоні. Здобував освіту там же у Триніті-коледжі. Закінчив курс в університеті у 1874 році, де почав працювати з 1877-го. У 1881 році обійняв посаду професора фізики в університеті у Дубліні де і викладав до кінця свого життя.
Поряд з Олівером Лоджем, Олівером Гевісайдом та Генріхом Герцом, Фіцджеральд був провідною фігурою серед групи «максвеллівців» (англ. Maxwellians), якими у кінці 1870-х та протягом 1880-х років було переглянуто, розширено, пояснено і підтверджено положення математичної теорії електромагнітного поля Джеймса Клерка Максвелла.
Керуючись рівняннями Максвелла, Фіцджеральд у 1883 році був першим, хто запропонував пристрій для отримання швидко осцилюючих електричних струмів для генерування електромагнітних хвиль. Конструкція була підтверджена експериментально німецьким фізиком Г. Герцом у 1888 році, а згодом, її було використано при створенні бездротового телеграфу.
У 1883 році обраний членом Лондонського королівського товариства.
З 1892 до 1893 року обирався президентом Лондонського товариства фізиків.
Фіцджеральд одружився 21 грудня 1885 року з Гаррієтт Мері Джеллетт (англ. Harriette Mary Jellett), дочкою Джона Х'юїта Джеллетта (англ. John Hewitt Jellett) очільника Триніті Коледжу. У них народилось троє синів і п'ять дочок.
Як послідовник Максвелла, Д. Фіцджеральд розробляв теорію електричних та магнітних явищ. Його наукові публікації з питань електромагнетизму друкували наукові журнали «Transactions of the Royal Society» та «Transactions of the Dublin Society».
Праці Джорджа Фіцджеральда присвячені вивченню електромагнітних хвиль, електролізу, магнітооптичного ефекту Керра, коливального розряду конденсатора, розсіювання рентгенівського випромінювання. У 1883 році отримав математичний вираз для розрахунку енергії, що випромінюється диполем. Для пояснення негативного результату досліду Майкельсона — Морлі у 1892 році висунув незалежно від Г. Лоренца гіпотезу про скорочення розмірів рухомих тіл у напрямку руху (укорочення Лоренца-Фіцджеральда), яка стала важливим кроком на шляху до створення у 1905-му році Альбертом Ейнштейном спеціальної теорії відносності.
1899 року вченого нагороджено Королівською медаллю Лондонського королівського товариства. У 1900 році його обрано почесним членом Королівського товариства Единбурга.
Джордж Френсіс Фіцджеральд помер 22 лютого 1901 року в рідному місті.

## Вшанування пам'яті
У 1970 році Міжнародний астрономічний союз присвоїв ім'я Джорджа Фіцджеральда кратеру на зворотному боці Місяця.